# Ворсхотен

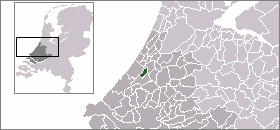
Расположение общины Ворсхотен на карте Нидерландов

Ворсхотен (нидерл. Voorschoten, МФА: [ˈvoːrˌsχoˑtə(n)]) — деревня и община в провинции Южная Голландия (Нидерланды).

## История
Люди жили в этих местах издревле. В 1282 году граф Голландии Флорис V даровал Ворсхотену рыночные права.
Рост деревни начался в послевоенное время. Если в 1934 году его населяло около 5500 человек, а в 1946 — 9300, то в 2000 численность населения превысила 20 тысяч человек.